# Renan Brito Soares
Renan Brito Soares, född 24 januari 1985 i Viamão, är en brasiliansk fotbollsspelare som spelar för Esportivo. 

## Klubbkarriär
I november 2019 värvades Renan av Esportivo.

## Landslagskarriär
Vid fotbollsturneringen under OS 2008 i Peking deltog han i det brasilianska U23-laget som tog brons.